# Carlo De Benedetti
Carlo Debenedetti, noto come Carlo De Benedetti (Torino, 14 novembre 1934), è un imprenditore, dirigente d'azienda, editore e giornalista italiano naturalizzato svizzero.
Nominato cavaliere del lavoro e ufficiale e poi commendatore della Légion d'Honneur, ha ricevuto la laurea honoris causa in diritto dalla Wesleyan University, Middletown, Connecticut (Stati Uniti d'America).
È soprannominato l'ingegnere in quanto laureato in ingegneria elettrotecnica e iscritto all'Ordine degli ingegneri di Torino dal 1972 con numero di iscrizione 2776.

## Biografia

### I primi anni
Carlo De Benedetti (all'anagrafe Debenedetti) è nato a Torino (preceduto dal fratello Franco) da Rodolfo Debenedetti, ebreo di famiglia piemontese, e Pierina Fumel, di origine francese e di fede cattolica. Il padre apparteneva a una famiglia di professionisti e banchieri, ma fu il primo della casata a cimentarsi nell'industria: nel 1921 aveva fondato la Compagnia Italiana Tubi Metallici. A suggellare il loro status di "ricchi borghesi", nel 1935 i Debenedetti lasciarono la loro anonima residenza di via Bertola per trasferirsi in un esclusivo appartamento del senatore Giovanni Agnelli, lungo il centralissimo corso Oporto (attuale corso Matteotti).
La sua famiglia venne colpita dalle leggi razziali fasciste a causa delle origini ebraiche e nel 1943 fu costretta a lasciare l'Italia ottenendo asilo politico in Svizzera. Scampato il pericolo, rientrò a Torino dove Rodolfo riprese la sua attività imprenditoriale e tornò a vivere nello stesso stabile di prima della guerra.
Dopo la laurea in ingegneria elettrotecnica al Politecnico di Torino (1958), svolse il servizio militare negli alpini a Bra come soldato semplice perché antimilitarista e si sposò con Mita Crosetti, figlia di un noto cardiologo torinese, quindi cominciò a lavorare nell'azienda di famiglia. Assieme al fratello Franco acquisì nel 1972 la Gilardini, una società quotata in Borsa che fino ad allora si era occupata di affari immobiliari e che i due fratelli trasformeranno in una holding di successo, impegnata soprattutto nell'industria metalmeccanica. Carlo De Benedetti nella Gilardini ricoprirà le cariche di presidente e amministratore delegato fino al 1976. Nel 1974 fu nominato presidente dell'Unione Industriali di Torino (fu voluto dai fratelli Agnelli perché abile nel dialogare con i comunisti) e nel 1975 presidente regionale degli industriali del Piemonte.
Ebbe anche una breve esperienza in massoneria; in particolare "si fece iniziare in una loggia torinese per grande e naturale simpatia verso le tradizioni laiche nelle loro varie espressioni culturali, ma vi si affacciò due sole volte tra l'autunno del 1973 e il 1975. Deluso rispetto a promesse e aspettative, interruppe ogni rapporto con la loggia, ma per alto senso della dignità sua e dei fratelli, non insinuò di essere stato indotto." Venne regolarizzato maestro nel Grande Oriente d'Italia il 18 marzo 1975 con brevetto n. 21272.

### L'esperienza FIAT
Nel 1976, grazie all'appoggio di Gianni e Umberto Agnelli, quest'ultimo suo vecchio compagno di scuola (al San Giuseppe, terza media, quarta e quinta ginnasio), fu nominato amministratore delegato della FIAT. Come "dote" portò con sé il 60% del capitale della Gilardini, che cedette alla FIAT in cambio di una quota azionaria della stessa società (il 5%) venduta dalla holding IFI. Mentre Umberto Agnelli lasciò gli incarichi operativi perché eletto senatore della DC, De Benedetti cercò di svecchiare la dirigenza della società torinese, nominando manager a lui fedeli (a cominciare dal fratello Franco) alla guida di importanti unità operative del Gruppo. Dopo un breve periodo di quattro mesi - a causa, si disse, di "divergenze strategiche" - abbandonò però la carica in FIAT.
De Benedetti diede varie volte la sua versione dei fatti, l'ultima dopo la morte dei fratelli Agnelli, nell'occasione della conferenza stampa tenutasi il 26 gennaio 2009 a palazzo Mezzanotte, con la quale annunciava le sue dimissioni dalla presidenza di tutte le società che aveva fondato: sostenne che le divergenze consistevano nella forte esitazione da parte della famiglia Agnelli a ridurre in modo drastico il numero degli addetti alla manodopera. L'ingegnere, proseguendo il discorso, ribadì che queste difficili scelte furono comunque prese dal Lingotto quattro anni più tardi; ma dopo aver subito ingenti perdite (una "barcata" di denaro, secondo le sue testuali parole).

### L'acquisizione di CIR e l'ingresso in Olivetti
Nel dicembre del 1976 De Benedetti rilevò le "Concerie industriali riunite" dai Conti Bocca. De Benedetti cambiò la denominazione della società in CIR - Compagnie Industriali Riunite, vendette l'originaria attività nelle concerie e trasformò la CIR in una grande holding industriale. La prima acquisizione fu quella della Sasib di Bologna dalla statunitense AMF. Nel 1978 entrò in Olivetti, di cui divenne presidente. In questa azienda, dal nome glorioso, ma molto indebitata e dal futuro incerto, pose le basi per un nuovo periodo di sviluppo, fondato sulla produzione di personal computer e sull'ampliamento ulteriore dei prodotti, che vide aggiungersi stampanti, telefax, fotocopiatrici e registratori di cassa. In soli 24 mesi l'azienda passò da una perdita di 70 miliardi all'anno ad un profitto di 50 miliardi che raggiunse i 350 miliardi nel 1983.
Proprio nel 1983 la Olivetti aprì il capitale sociale ad un colosso statunitense delle telecomunicazioni, l'AT&T: un investimento di 450 miliardi di lire, considerato all'epoca un record come singolo investimento statunitense effettuato in Italia, in cambio del 25% del capitale. L'alleanza durerà cinque anni. Nel 1984 l'Olivetti inglobò l'azienda del Regno Unito Acorn Computers e l'immagine di un De Benedetti imprenditore illuminato (all'epoca dichiarava di votare repubblicano e di avere votato solo una volta liberale per aiutare Valerio Zanone) raggiunse il livello più alto. Già nel 1979 sostenne che la distanza tra la classe politica e ciò che la gente vuole era aumentata negli ultimi anni trascinando l'Italia verso una nuova Repubblica; nell'estate del 1982 dichiarò a l'Unità che "l'azienda Italia è in fallimento" e che "non si può ghettizzare un terzo del paese, il PCI, e poi lamentarsi che faccia l'opposizione. D'altra parte il PCI non può isolarsi, rendendo gli altri felici per gli alibi che offre loro"; nel 1983 affermò di essere il paladino del capitalismo italiano: "Io, Carlo De Benedetti, anni quarantanove, cittadino italiano di professione imprenditore, dico che mi piace fare il capitalista e che sono fiero di esserlo". Proprio all'inizio degli anni ottanta, "pur continuando a conservare una preferenza pubblica per il Partito Repubblicano", cominciò a "instaurare un legame" con il PCI di Berlinguer.
Nel 1981 CIR diede vita a SOGEFI, società globale di componentistica auto, di cui Carlo De Benedetti è stato presidente per venticinque anni prima di cedere il posto al primogenito Rodolfo, conservando però la carica di presidente onorario. Nel 1985 fu acquisito il gruppo SME dall'IRI per un valore di 500 miliardi di lire Buitoni-Perugina (settore alimentare-dolciario), venduto circa tre anni dopo alla Nestlé per un valore di 1.600 miliardi di lire. Sempre nel 1988 l'Ingegnere tentò la scalata alla Société générale de Belgique, importante conglomerato industriale belga pronunciando una frase diventata famosa: "Sono venuto a suonare la fine della ricreazione", ma fu contrastato con successo dall'opposizione dell'establishment locale e del gruppo francese Suez. Nel 2009, parlando dei suoi errori, disse in una conferenza stampa che "il più grosso e penoso è stato, dal punto di vista patrimoniale, quello della Société Générale de Belgique".
A causa di una grave crisi della Olivetti, nel 1996 De Benedetti decise di lasciare l'azienda (di cui rimase presidente onorario fino al 1999), dopo aver fondato la Omnitel. In uno scambio di lettere sulla vicenda con il numero uno di Mediobanca, Enrico Cuccia gli rispose: "Ella è proprio sicuro che il coraggio è un buon consigliere, specialmente quando si rischiano, oltre ai propri, i soldi degli altri?".

### Il Banco Ambrosiano
Nel 1981 entrò nell'azionariato del Banco Ambrosiano guidato allora dall'enigmatico presidente Roberto Calvi. Con l'acquisto del 2% del capitale, De Benedetti ricevette la carica di vicepresidente del Banco. Dopo appena due mesi, l'Ingegnere lasciò l'istituto, già alle soglie del fallimento, motivandone le ragioni sia alla Banca d'Italia sia al ministero del Tesoro e cedendo la sua quota azionaria. De Benedetti fu accusato di aver realizzato una plusvalenza di 40 miliardi di lire e per questo processato per concorso in bancarotta fraudolenta. Fu condannato in primo grado e in appello a 8 anni e 6 mesi di reclusione, sentenze poi annullate dalla Cassazione con la motivazione che non esistevano i presupposti per i quali era stato processato.
Con l'ingresso nell'Ambrosiano iniziò ad accentuarsi l'interesse di De Benedetti per la finanza, attirato anche dal boom di quegli anni della Borsa, che gli permise di raccogliere tremila miliardi di mezzi freschi. Cominciò ad acquisire una miriade di partecipazioni finanziarie, assicurative, industriali. Comprò anche un robusto pacchetto di azioni Montedison che poi decise di vendere a Raul Gardini, entrò direttamente nel mondo finanziario di massa rilevando il fondo Spring, creato da un gruppo di agenti di cambio, si espanse all'estero attraverso la Cerus rilevando la Valeo e una quota rilevante di Yves Saint Laurent. Da metà degli anni ottanta l'immagine del finanziere finì per prevalere su quella dell'imprenditore illuminato.. Più di una volta De Benedetti affermò: "Devo fare in una generazione quello che altri hanno fatto in tre". Gianni Agnelli, che lo ebbe più volte di fronte come avversario, lo definì "un centometrista". Nel luglio 1992 De Benedetti disse al New York Times: "Questo è il paese del bonsai. Se resti piccolo, nel mondo degli affari nessuno ti dà fastidio. Ma se vuoi crescere, cominciano ad accusarti di essere un comunista o un sovversivo".

### Il caso SME
Il 29 aprile 1985 Romano Prodi, in qualità di presidente dell'IRI, e Carlo De Benedetti in qualità di presidente della Buitoni, stipularono un accordo preliminare per la vendita del pacchetto di maggioranza, 64,36% del capitale sociale, della SME, finanziaria del settore agro-alimentare dell'IRI, per 497 miliardi di lire. Il consiglio di amministrazione dell'IRI, del quale solo il comitato di presidenza era già informato della trattativa, approvò il 7 maggio. Il governo richiese una verifica sull'opportunità dell'operazione e Bettino Craxi dichiarò: "Se ciò che ci viene proposto risulterà un buon affare lo faremo. Se no, no". Si poneva quindi un problema di valutazione economica e sociale. Il 24 maggio (la scadenza per l'entrata in vigore dell'accordo, già prorogata dal 10 maggio, era prevista per il 28) l'IRI ricevette dallo studio legale dell'Avv. Italo Scalera un'offerta per 550 miliardi (10% in più dell'offerta Buitoni, il minimo per rilanciare); l'offerta non indicava i nomi dei mandanti, che sarebbero apparsi solo al momento della eventuale stipula, e l'avvocato Scalera, dopo quella prima e unica lettera, non ebbe più contatti con l'IRI.
Poco prima della mezzanotte del 28 maggio, data di scadenza dei termini, arrivò un'offerta via telex di 600 miliardi (altro rilancio minimo del 10%), apparentemente più vantaggiosa, da una cordata, la IAR (Industrie Alimentari Riunite) composta da Barilla, Ferrero, Fininvest, a cui successivamente si sarebbe aggiunta Conserve Italia, lega di cooperative "bianche". Di seguito arrivarono ulteriori offerte ma il governo non diede la prevista autorizzazione alla vendita a nessuno dei potenziali compratori e decise di mantenere la SME in ambito pubblico. Contro questa decisione De Benedetti citò l'IRI davanti al tribunale di Roma. Sia in primo sia in secondo grado, però, i giudici non accolsero le tesi della Buitoni.
La SME fu successivamente venduta ma non in blocco. Dalla vendita separata di solo alcune delle società del Gruppo, si ricavò più del doppio rispetto a quanto offerto solo alcuni anni prima da De Benedetti.

### Gruppo Espresso-Repubblica e il Lodo Mondadori
Dopo aver tentato inutilmente di acquisire, insieme a Bruno Visentini, presidente dell'Olivetti e presidente del PRI, il Corriere della Sera travolto dallo scandalo P2 e aver tentato di mettere le mani su Il Tempo di Roma, nel 1987 De Benedetti entrò, attraverso la CIR, nell'editoria acquisendo una partecipazione rilevante nella Arnoldo Mondadori Editore e, attraverso di essa, nel gruppo Espresso-Repubblica. Nel 1990 ebbe inizio la "guerra di Segrate" che per molti mesi vide contrapposti Carlo De Benedetti e Silvio Berlusconi. Sia la CIR sia la Fininvest, infatti, rivendicavano accordi con la famiglia Formenton, erede delle quote Mondadori. Un collegio di tre arbitri diede ragione a De Benedetti. Ma la famiglia Formenton impugnò il Lodo arbitrale davanti alla Corte d'Appello di Roma e, nel settembre dello stesso, intervenne nel giudizio di appello, insieme agli altri partecipanti al patto di sindacato fra gli azionisti della Holding Mondadori, la Fininvest.
La Corte d'Appello di Roma, con la sentenza del 14 gennaio 1991 (Relatore Dott. Vittorio Metta) annullò il Lodo favorevole a De Benedetti e così spianò la strada a Berlusconi per la successiva trattativa per la spartizione finale: La Repubblica, L'Espresso e i quotidiani locali Finegil a De Benedetti, a Berlusconi invece Panorama, tutto il resto della Mondadori e un conguaglio di 365 miliardi di lire.
Nel 1996, però, la procura di Milano avviò inchieste che, come cristallizzato dalla Cassazione nel 2007, hanno svelato che la sentenza del 1991 della Corte d'Appello di Roma sfavorevole a De Benedetti fu in realtà comprata corrompendo il giudice Vittorio Metta con 400 milioni Fininvest. Nel 2011 la vicenda si è conclusa con la sentenza della Corte di Appello di Milano che, in parziale riforma della sentenza di 1º grado, ha determinato in euro 540.141.059,32 (invece che euro 749.955.611,93) l'importo dovuto dalla Fininvest a CIR a titolo di risarcimento danni. In Cassazione nel 2013 viene confermata la sentenza dell'Appello.
Nel 1997 l'Espresso incorporò Repubblica e assunse la denominazione di Gruppo Espresso. All'inizio degli anni Novanta l'Ingegnere favorì l'ingresso nel gruppo del suo primogenito Rodolfo, che nel 1993 divenne amministratore delegato di CIR e nel 1995 della controllante Cofide-Gruppo De Benedetti.

### L'influenza sul centrosinistra italiano
Il De Benedetti editore (ma, osserva Giampaolo Pansa, "lui non ha creato nessuno dei giornali che possiede. Si è limitato ad acquistarli") ha svolto un "ruolo molto importante" nell'evoluzione del centrosinistra italiano.
Ha rivendicato di essere stato decisivo nella designazione di Francesco Rutelli come candidato premier del centrosinistra alle elezioni politiche del 2001, è stato il primo sponsor della leadership di Walter Veltroni alle politiche del 2008 e nel dicembre 2005, dopo avere indicato in Veltroni e Rutelli i due leader del nascente Partito Democratico, ha dichiarato che la sua sarebbe stata la tessera numero 1 del nuovo PD; frase che sarà poi smentita e ridimensionata a semplice boutade dal diretto interessato. In seguito ha espresso giudizi molto severi su Massimo D'Alema ("Credo che D'Alema abbia fatto tantissimi errori e non capisca più la sua gente"), e ha rivolto qualche critica anche nei confronti di Pier Luigi Bersani: "Io stimo moltissimo Bersani, è stato un eccellente ministro (...). Ma come leader? Suvvia, è totalmente inadeguato. Lui e d'Alema stanno ammazzando il PD".
Alla fine del 2014 definì il segretario del PD e Presidente del Consiglio Matteo Renzi "un fuoriclasse". Tre anni più tardi, nel dicembre 2017, quando ormai il suo ruolo era solo quello di presidente onorario del gruppo di aziende che aveva donato ai figli, De Benedetti dichiarò in un'intervista al Corriere della Sera di essere deluso da Renzi ("Ha sbagliato sul referendum, soprattutto ha sbagliato dopo a non trarne le conseguenze") e di poter anche votare scheda bianca alle successive elezioni.
Convocato dalla CONSOB nel febbraio 2016, in tale sede De Benedetti parlò dei suoi assidui rapporti con il Presidente del Consiglio Matteo Renzi, oltre ai suoi ministri Maria Elena Boschi e Pier Carlo Padoan. Rivendicò inoltre la paternità del Jobs Act e giunse ad affermare del governo Renzi che «si chiama governo, ma sono quattro persone». La trascrizione fu resa nota nel gennaio del 2018.

### Tangentopoli
Nel 1993, in piena bufera Tangentopoli, Carlo De Benedetti presentò al pool di Mani pulite un memoriale in cui si assunse la responsabilità di tutte le vicende di cui era al corrente e di quelle di cui non era al corrente. Nessun altro dirigente di Olivetti fu oggetto di provvedimenti della magistratura. In particolare, De Benedetti ammise di aver pagato tangenti per 10 miliardi di lire ai partiti di governo e funzionali all'ottenimento di una commessa dalle Poste italiane. Su iniziativa della procura di Roma, fu arrestato e liberato nella stessa giornata per poi essere assolto da alcune accuse e prescritto da altre. Il titolare dell'inchiesta era il PM Maria Anna Cordova; il GIP che dispose la misura cautelare degli arresti domiciliari era invece Augusta Iannini (moglie di Bruno Vespa).

### Gli anni 2000
Negli anni 2000, superati i problemi derivanti dalla crisi di Olivetti, il gruppo CIR si rifocalizzò puntando sulle attività tradizionali nei media (Gruppo Editoriale L'Espresso) e nella componentistica auto (SOGEFI) e dando vita a nuove attività nella sanità socio-assistenziale con il gruppo KOS e nell'energia con Sorgenia, che in pochi anni sarebbe diventato uno dei principali operatori italiani nell'elettricità e nel gas ma attirandosi dure critiche per il ritorno al carbone e per i morti causati da Tirreno Power, del gruppo Sorgenia.
Nell'estate 2005 De Benedetti fondò la società di investimenti Management&Capitali (M&C) tramite la controllata Cdb Web Tech Spa. Inizialmente il capitale di M&C era detenuto al 90% da questa società e il 10% dal management, successivamente, con un aumento di capitale, entrarono nell'azionariato anche Schroders Investment Management, Cerberus Capital Management LP e Goldman Sachs. Nel capitale di M&C, destinato al recupero delle imprese in difficoltà e per questo motivo conosciuto come "salva imprese", avrebbe dovuto entrare con una consistente quota anche Silvio Berlusconi, suo avversario di lunga data nella vicenda SME e nel lodo Mondadori. A causa delle reazioni e delle insinuazioni che ne seguirono, De Benedetti rinunciò alla partecipazione dell'imprenditore milanese. L'impennata in Borsa del valore delle azioni, dovuta alla notizia dell'ingresso di Fininvest, produsse un beneficio finanziario e accuse di insider trading per le quali De Benedetti avrebbe pagato una sanzione di 30.000 euro. Sotto accusa di insider trading finì anche Cdb Web Tech: nell'estate 2010 la Consob comminò una multa di 3,5 milioni di euro a carico di una società e sei persone fisiche (tra cui anche familiari di De Benedetti) per abuso di informazioni privilegiate proprio in occasione della nascita di M&C..
Dal 2006 De Benedetti tornò a guidare in prima persona le sue attività editoriali, subentrando a Carlo Caracciolo nel ruolo di presidente del Gruppo Editoriale L'Espresso. Il 26 gennaio del 2009, nel corso di una conferenza stampa, De Benedetti annunciò la sua decisione di lasciare tutte le cariche operative all'interno del gruppo CIR per ragioni anagrafiche, mantenendo solo - su richiesta del Consiglio di Amministrazione - la presidenza del Gruppo Editoriale L'Espresso. Le deleghe operative del gruppo CIR furono affidate all'amministratore delegato Rodolfo, suo figlio primogenito. Nei mesi successivi l'Ingegnere abbandonò anche tutti gli incarichi in Management&Capitali.
Dal 2008 è membro del consiglio di sorveglianza della Compagnie financière Edmond de Rothschild banque di Parigi. Nel 2008 l'assetto azionario cambiò nuovamente con l'uscita di alcuni soci iniziali e l'entrata, come secondo azionista, di SeconTip, società del gruppo TIP SpA, facente capo al banchiere Giovanni Tamburi e ad alcune importanti famiglie imprenditoriali. A fine 2010, l'ingegnere ha lanciato un'offerta pubblica sulla società attraverso il veicolo Per SpA. Durante la campagna per la successione alla presidenza di Confindustria nel 2012, sosteneva il candidato Bombassei e contemporaneamente si dichiarava favorevole al mantenimento dell'articolo 18.
Nel 2014 promosse la nascita della "Fondazione Make in Italy Cdb onlus", di cui ricopre la carica di presidente onorario. La fondazione ha come scopo il supporto alla nascita di FabLab e in generale di iniziative di diffusione della fabbricazione digitale.

### I rapporti con Scalfari
I rapporti con Eugenio Scalfari furono per molti anni molto buoni, tanto più che De Benedetti fu uno dei finanziatori che permisero la nascita di la Repubblica. Qualche tensione si registrò alla fine degli anni ottanta quando De Benedetti voleva il controllo di la Repubblica mentre Scalfari e Carlo Caracciolo temevano di rimanere "circondati" come "una casetta all'interno di un grande piano di lottizzazione" tanto da offrire a Silvio Berlusconi una parte del giornale, ma poi l'ingegnere rilevò la proprietà di la Repubblica e Scalfari e Caracciolo ebbero importanti ritorni.
Nel dicembre 2017, quando De Benedetti era fuori dall'azienda, Scalfari dichiarò pubblicamente alla trasmissione televisiva Di martedì che se alle prossime elezioni avesse dovuto scegliere tra Silvio Berlusconi e Luigi Di Maio la sua scelta sarebbe stata a favore di Berlusconi. De Benedetti allora rilasciò una polemica intervista al Corriere della Sera in cui sosteneva che con quella dichiarazione Scalfari aveva "gravemente nuociuto" a la Repubblica, affermando: "Scalfari è stato talmente grande nell'inventare la Repubblica e uno stile di giornale che farebbe meglio a preservare il suo passato. (...) Penso che l'abbia fatto per vanità, per riconquistare la scena. Ma è stato un pugno nello stomaco per gran parte dei lettori di la Repubblica, me compreso". De Benedetti disse anche dell'altro: definisce "bellissima, elegante, innovativa" la nuova grafica di la Repubblica ("Un restyling molto riuscito") ma ricordò anche che "un giornale ha bisogno di spifferi, correnti, energie. Un giornale non è solo latte e miele; è carne, è sangue. Può avere curve, ma deve avere anche spigoli". Disse anche di non essere "assolutamente d'accordo" sulla formula della condirezione scelta per il quotidiano.
Pochi giorni dopo Marco De Benedetti, presidente del Gruppo Gedi, editore di la Repubblica, è intervenuto con una lettera sostenendo che le "opinioni del padre non rispecchiano quelle degli azionisti né dei dirigenti di Gedi". Scalfari, in una trasmissione televisiva, Carta Bianca, rispose invece alle dichiarazioni di De Benedetti: "Io non ho più rapporti con lui".
Il 17 gennaio 2018, intervenendo nella trasmissione televisiva Otto e mezzo, De Benedetti segnò ulteriormente la sua distanza da Eugenio Scalfari, che definì "signore molto anziano che non è più in grado di sostenere domande e risposte. Gli ho dato un pacco di miliardi, è un ingrato"; inoltre criticò la direzione di la Repubblica di Mario Calabresi (recentemente affiancato nella direzione da Tommaso Cerno, già direttore de L'Espresso) e il momento che il quotidiano stava attraversando con l'affermare: "Un consiglio a la Repubblica. Don Abbondio diceva che chi non ha il coraggio non se lo può dare". In un'intervista a la Repubblica Scalfari rispose chiedendosi se le dichiarazioni di De Benedetti fossero compatibili con la sua carica di presidente onorario della società editrice; disse anche: "Ama la Repubblica come quegli ex che provano a sfregiare la donna che hanno amato male e che non amano più".

### La successione e la polemica coi figli
Nel 2012 lasciò ai tre figli le quote di controllo del gruppo, con Rodolfo, il primogenito, presidente esecutivo della CIR e di Cofide. Il passaggio di consegne completò il percorso di successione iniziato tre anni prima con la rinuncia, all'inizio del 2009, alle cariche operative al vertice del gruppo con la sola eccezione di quelle relative all'attività editoriale. L'ultimo passaggio avvenne nel giugno 2017, quando lasciò al secondogenito Marco la presidenza della GEDI Gruppo Editoriale, la società editoriale nata poco prima, in maggio, dalla fusione del Gruppo Editoriale L'Espresso (editore del quotidiano la Repubblica) con La Stampa e Il Secolo XIX di John Elkann e Carlo Perrone.
Nella primavera del 2019 una cordata formata dall'imprenditore Flavio Cattaneo (già amministratore delegato di Terna dal 2005 al 2014 e di Telecom Italia dal 2016 al 2017), il fondo Peninsula e una terza persona che non rivelò la propria identità, mostrò interesse nel rilevare il gruppo Gedi, valutato circa 190 milioni di euro. L'offerta non venne comunque formalizzata. Poco tempo dopo mostrò interesse anche la francese Vivendi, ma senza seguito. A metà ottobre 2019 fece rumore l'inaspettata offerta avanzata da Carlo De Benedetti, presidente onorario del gruppo editoriale: attraverso la sua finanziaria Romed, l'Ingegnere propose di rilevare il 29,9% di Gedi per circa quaranta milioni, a 25 centesimi per azione, valutando l'azienda 129 milioni. In una lettera, Carlo De Benedetti sostenne che "l'iniziativa è volta a rilanciare il gruppo". La proposta, non concordata, venne rifiutata con uno strascico di polemiche tra il padre, che lasciò la presidenza onoraria, e i figli Rodolfo e Marco.
Dopo che già a fine novembre 2019 circolavano voci su una vendita del gruppo a John Elkann, la conferma ai primi di dicembre: Exor NV, la finanziaria olandese che è la cassaforte della famiglia Agnelli e che in Gedi aveva già una partecipazione di quasi il 6%, acquisì per 102,4 milioni (28 centesimi per azione) il pacchetto di maggioranza del gruppo editoriale. La controparte era la Cir, holding dei De Benedetti che deteneva il 43,7% del gruppo e che comunque manterrà una quota del 5% nella società. Exor comprò la quota Cir con un premio di oltre il 64% sulla chiusura di Borsa di venerdì del titolo Gedi e in seguito avvierà allo stesso prezzo anche un'Opa obbligatoria sull'intero capitale che ancora non possedeva attraverso una nuova società "veicolo"; infine condurrà il titolo al delisting.
La cessione fu terminata il 23 aprile 2020, quando il fondo Exor (di proprietà di Elkann) acquistò la totalità delle azioni della Cir tramite la Giano Holding, divenendo azionista di maggioranza del gruppo e concordando inoltre l'acquisto anche delle azioni di proprietà di Giacaranda Caracciolo (figlia del principe Carlo Caracciolo) e di Carlo Perrone. La vendita fu duramente criticata da Carlo De Benedetti in un'intervista a Il Foglio, in cui accusava Elkann di voler "snaturare" Repubblica.

### Nasce il giornale Domani
Il 4 maggio 2020, a 85 anni De Benedetti costituì a Torino la società "Editoriale Domani Spa" con un capitale di 10 milioni per lanciare in autunno un quotidiano di centro-sinistra di nome Domani. Presidente della società, di cui l'Ingegnere è azionista unico, è Luigi Zanda, che si dimette dall'incarico di tesoriere del Partito Democratico. Direttore designato del giornale è Stefano Feltri, già vice direttore de il Fatto Quotidiano e responsabile del blog ProMarket.org. Il consiglio di amministrazione è composto da Giovanni Canetta, Federica Mariani, Massimo Segre, Virginia Ripa di Meana, Grazia Volo.
Il 25 maggio 2020 la Domani Spa acquisì il 15% della casa editrice Skira Editore.

## Vita privata
Dal primo matrimonio nel 1959 con Mita Crosetti ha avuto tre figli: Rodolfo De Benedetti, sposato con la scrittrice Emmanuelle de Villepin; Marco, sposato con la giornalista Paola Ferrari; Edoardo, sposato con Ilgi Suna Erel. Nel 1997 Carlo De Benedetti ha sposato l'attrice Silvia Monti. 

### La cittadinanza svizzera
Dal 2009 ha acquisito anche la cittadinanza svizzera. Ha giustificato questa scelta con motivi affettivi, dichiarando di voler comunque continuare a pagare le tasse in Italia. Ha però ricevuto pesanti accuse, da parte di alcuni organi di stampa, di aver fatto questa scelta per motivi fiscali. A tali accuse De Benedetti ha ribattuto di aver sempre pagato le tasse in Italia.
Nel 2010 ha trasferito la sua residenza civile a Dogliani (CN), ma nel 2015 ha annunciato di aver spostato la propria residenza anagrafica e domicilio fiscale a Sankt Moritz, in Svizzera.

## Vicende giudiziarie

### Diffamazione
Nel gennaio 2015 prese il via un processo per diffamazione contro Marco Tronchetti Provera che aveva detto che De Benedetti «è stato molto discusso per certi bilanci Olivetti, per lo scandalo legato alla vicenda di apparecchiature alle Poste Italiane, che fu allontanato dalla FIAT, coinvolto nella bancarotta del Banco Ambrosiano, che finì dentro per le vicende di Tangentopoli».
Il 21 settembre dello stesso anno Tronchetti venne assolto dal tribunale di Milano; De Benedetti aveva chiesto un risarcimento danni di 500.000 euro mentre la procura aveva chiesto 1.000 euro di multa.

### Amianto
Nell'ottobre seguente De Benedetti venne rinviato a giudizio dal tribunale di Ivrea, insieme ad altre 16 persone tra cui Corrado Passera, Roberto Colaninno e il fratello Franco, in riguardo alle indagini per le morti d'amianto di quattordici ex-lavoratori degli stabilimenti Olivetti. Il processo di primo grado, iniziato a novembre, si concluse il 18 luglio 2016 con la condanna dell'imprenditore a cinque anni e due mesi di reclusione per sette casi di omicidio colposo e due di lesioni. Tale sentenza è stata ribaltata in appello con l'assoluzione dell'aprile del 2018, a cui è però seguito il ricorso della procura di Torino in Cassazione. Nell'ottobre 2019 la Cassazione ha assolto Carlo De Benedetti in via definitiva.

### Insider trading
Su segnalazione della CONSOB, nel 2015 la procura di Roma aprì un'indagine sull'insider trading, nell'ambito della quale furono ascoltati anche De Benedetti e il Presidente del Consiglio Matteo Renzi; agli atti d'inchiesta appartiene una registrazione telefonica la cui trascrizione fu resa nota nel gennaio 2018. Nella telefonata, avvenuta il 16 gennaio 2015, De Benedetti invitava il proprio operatore finanziario Gianluca Bolengo a comprare azioni delle banche popolari, rivelando che Renzi lo aveva informato della sicura approvazione di lì a pochi giorni del decreto banche da parte del governo; ciò gli permise di investire 5 milioni di euro guadagnando in poco tempo 600 000 euro di plusvalenza.

## Opere
- L'avventura della nuova economia, Milano, Longanesi & C., 2000.
- Centomila punture di spillo con Federico Rampini e Francesco Daveri, Milano, Mondadori, 2008
- Mettersi in gioco, Torino, Einaudi, 2012
- Radicalità. Il cambiamento che serve all'Italia, Solferino, 2023, ISBN 978-8-82-821269-0.

## Riconoscimenti
- laurea honoris causa in Legge alla Wesleyan University, Middletown, Connecticut (1986)[86]

## Onorificenze

### Onorificenze straniere
- Member of IVA - Royal Swedish Academy of Engineering Science - Stoccolma (Svezia), 1987